# Šefika Gasprinskaja
Šefika Gasprinskaja (krimska tatarščina Şefiqa Gaspıralı, rusko Шефика Исмаиловна Гаспринская, latinizirano: Šefika Ismailovna Gasprinskaja), krimsko-tatarska aktivistka, * 14. oktober 1886, Bahčisaraj, Tavriška gubernija, Ruski imperij, † 31. avgust 1975, Carigrad, Turčija. 
Šefika Gasprinskaja je bila krimsko-tatarska voditeljica feminističnega gibanja, glavna urednica in založnica prve ženske revije, članica predsedniškega sveta Kurultaja ter poslanka v dveh mandatih Krimske ljudske republike. Poleg tega je bila tudi vzgojiteljica v vrtcu.

## Zgodnja leta
Šefika Gasprinskaja se je rodila 14. oktobra 1886 v Bahčisaraju na Krimu (takrat del Tavriške gubernije v Ruskem imperiju). Njen oče je bil Ismail Gasprinskij (1851–1914), krimsko-tatarski mislec, založnik, pedagog, politik in reformator ter eden izmed voditeljev turškega kulturnega in političnega prebujenja v začetku 20. stoletja. Njena mati je bila Zühre Gasprinskaja, članica dinastije Akçora. Şefiqa je imela sedem bratov in sester: brate Refat, Danyal, Mansur, Haydar in sestre Behiye, Leyla, Nigar.
Brati in pisati se je naučila od očeta. Šolanje je nadaljevala na očetovi šoli "Usûl-ü Cedit" (Nova metoda) na Krimu. Oče jo je med vsemi otroki še posebej spodbujal pri izobraževanju. Ko je bila stara 17 let, ji je umrla mati, zato je prevzela skrb za družinsko gospodinjstvo.

## Novinarska kariera
Kljub domačim obveznostim je postala glavna očetova pomočnica pri vodenju publikacij časopisa Terciman ("Prevajalec"). Skrbela je za urejanje korespondence in prevajanje iz ruščine ter pri poštnih in distribucijskih zadevah. Leta 1903 je v Tercimanu objavila svoj prvi članek.
V tem času je spoznala Nasiba bega Jusifbejlija iz Gandže, mladega Azerbajdžanca, ki je pogosto obiskoval njenega očeta. Njuno dopisovanje o političnih temah je preraslo v ljubezen in se leta 1906 pa sta se poročila.
Ismail Gasprinskij je leta 1906 ustanovil revijo Alem-i Nisvan ("Ženski svet"), ker je ugotovil, da časopis Terciman ne zadostuje za izboljšanje slabega družbenega položaja žensk v Rusiji, njihovega izobraževanja in zaposlovanja. Šefika je postala vodja revije. Članki v reviji so obveščali, usmerjali, spodbujali in povezovali turške ženske ter podrobno poročali o ženskah in ženskih gibanjih v turškem in islamskem svetu.
Leta 1908 je rodila hčerko Zöhre, leto kasneje pa sina Nijazija. V tem obdobju je skupaj z možem in starejšim bratom Rıfatom prevzela vse odgovornosti za časopis Tercimana.
Leta 1912 sta se Šefika in njen mož preselila v Gandžo v Azerbajdžanu, ker so revijo Alem-i Nisvan ukinili. Konec istega leta se je vrnila domov, saj ni bilo nikogar, ki bi vodil časopis Terciman. Njen oče Ismail Gasprinskij je umrl 11. septembra 1914.

## Aktivistka za pravice žensk in političarka
Turške ženske v Ruskem imperiju, so bile izključene iz družbenega, političnega, kulturnega in gospodarskega življenja. Bile so zapostavljene in brez možnosti za izobrazbo. Šefika je bila ena prvih, ki je v teh težkih razmerah začela žensko gibanje. Vse življenje si je prizadevala za prebujanje turških žensk – preko šol, društev in političnega dela, za kar takrat ni bilo veliko zanimanja.
Leta 1917 je postala ena prvih poslank kratkotrajnega Prvega krimskega kongresa Krimske ljudske republike. Ljudje so jo poznali predvsem kot urednico revije Alem-i Nisvan. Sodelovala je tudi na Vsemuslimanskem kongresu Rusije kot del krimske delegacije v Moskvi.
Šefika Gasprinskaja si je prizadevala, da bi turške ženske postale enakopravne moškim – pravno, družbeno in kulturno – v družbi in upravi, ki sta bili takrat močno pod vplivom moških.
Krim je imel prednost pred drugimi območji, ko je šlo za razvoj pravic žensk. Prva prednost je bila, da se je tam začelo gibanje za prenovo in modernizacijo, ki ga je vodil Ismail Gasprinskij. Druga pa, da so ženske na Krimu v primerjavi z ženskami na Kavkazu in v Turkestanu manj trpele zaradi poligamije in zakrivanjem. Ko se je leta 1917 začela revolucija,na Krimu ni bilo močne ženske voditeljice. Obstajala le ena ženska organizacija – Taze Hayat Cemiyet (“Društvo svežega življenja”) v Jalti. Čeprav so si Ismail Gasparinskij in njegovi somišljeniki prizadevali za vključitev žensk v družbo in politiko, so rezultati prihajali počasi. Za pravi uspeh bi potrebovali močne ženske voditeljice, ki bi znale nagovoriti množice in voditi žensko gibanje.
V vodstvu ženskih organizaciji so delale izobražene ženske in učiteljice. Najpomembnejša med njimi je bila Šefika Gasprinskaja. Ženske je poskušala spodbuditi k večji dejavnosti in jih povezati med seboj. Podružnici teh odborov v Bahčisaraju in Akmesdžitu (Simferopolu) je osebno vodila Šefika. Bila je tudi članica mestnega sveta v Bahčisaraju, kamor je bila izvoljena. V tem obdobju je bila nominirana za županjo Bahčisaraja, a je kandidaturo zavrnila zaradi intenzivnosti svojega dela.

## Odhod s Krima v Azerbajdžan
Leta 1919 je Šefika Gasprinskaja z dvema majhnima otrokoma pobegnila s Krima v Azerbajdžan, ker je bila njeno življenje ogroženo. Dve leti pozneje je  Rdeča armada okupirala Azerbajdžansko demokratično republiko. Njen mož Nasib beg Jusifbejli, azerbajdžanski predsednik vlade (mandat: 14. april 1919 – 1. april 1920), je bil ustreljen 31. maja 1920. Takrat ji je na pomoč priskočil Memduh Şevket (Esendal), poslanec Velike narodne skupščine Turčije iz Bakuja, in ji pomagal pobegniti še drugič.

## Imigracija v Turčijo
Z ponarejenimi osmanskimi osebnimi dokumenti in potnim listom je pobegnila skupaj z otrokoma. Vlak, s katerim so potovali, je organiziral Memduh Şevket, in je v Turčijo prevažal ujetnike – turške vojake – ter pomoč z orožjem in strelivom. S seboj je prinesla velik arhiv. Med njimi so bili časopisi in revije, ki so izhajali med letoma 1883 in 1920 v turščini in ruščini (na primer Tercüman, Vakit, Kazan Muhbiri, Burhan-ı Terakki, Ülfet, Kaspi in Golos Tatar). Med dokumenti so bila tudi pisma, politična korespondenca, zapisniki s kongresov in srečanj, odloki, konferenčna besedila, izrezki iz časopisov, pravilniki, dovoljenja za potovanje, hotelski računi, izjave, fotografije, knjige, politični dokumenti, peticije, dokumenti Dume (ruskega parlamenta), kandidatne liste, poslanske izkaznice, zakonski predlogi, brošure, vabila, značke in uradne dopise organizacij, kot so »Muslimanska zveza«, »Društvo za pomoč«, »Ženski odbori« in »Narodni svet«, itd.
Šefika Gasprinskaja je v Turčiji, kamor je prišla pri 35 letih, živela 54 let. Tam je še naprej zbirala in bogatila svoj arhiv z novimi dokumenti. Da bi preživela, je najprej prodala nekaj materinega nakita. Nato je za krajši čas delala v bolnišnici. Ko je tam nehala, je nekaj časa šivala in obiskovala tečaj strojepisja. Kasneje je postala vodja v sirotišnici Daru'l-eytam ("Sirotišnica"; Zavod za varstvo otrok). Po zaprtju sirotišnice je spet ostala brez dela in zaradi revščine celo prodala svojo ročno uro. Končno je našla začasno službo z mesečno plačo 40 lir. V Istanbulu so živeli tudi njeni trije sorojenci. Brat Cevdet Mansur, študent na univerzi Darülfünun1 (carigrajska univerza), je bival v študentskem domu, da ne bi bil v breme sestri. Brat Hajdar Ali, študent na medicinski fakulteti, študent medicine, je bival pri Šefiki dokler ni diplomiral. Sestra Nigar je bila poročena s Süleymanom, ki je delal kot oskrbnik. Njen starejši brat Rifat je umrl decembra 1925 na Krimu.
Šefika Gasprinskaja je tudi v Turčiji nadaljevala s svojim družbenim in kulturnim delom in aktivno sodelovala v krimskotatarski diaspori, je leta 1930 ustanovila in vodila Krimsko-tatarsko žensko zvezo (Kırım Tatar Kadınlar Birliği). Vrsto let je delala tudi pri Rdečem polmesecu (Kızılay). Pisala je tudi članke za Revijo Crimea in revijo Emel.
Umrla je v Carigradu 31. avgusta 1975. Pokopali so jo na pokopališču Zincirlikuyu po verski slovesnosti v mošeji Şişli.